# Brisée Verdière
Brisée Verdière – miasto na Mauritiusie; w dystrykcie Flacq. Według danych szacunkowych, w 2014 roku liczyło 7676 mieszkańców